# ایستگاه ماتسوگاساکی (کیوتو)
ایستگاه ماتسوگاساکی (به ژاپنی: 松ヶ崎駅, Matsugasaki-eki)، یک ایستگاه قطار در متروی کیوتو در ساکیو، کیوتو در کیوتو در ژاپن است.